# Вест-Бенд (Айова)
Вест-Бенд (англ. West Bend) — місто (англ. city) в США, в округах Пало-Альто і Кошут штату Айова. Населення — 791 особа (2020).

## Географія
Вест-Бенд розташований за координатами 42°57′36″ пн. ш. 94°26′44″ зх. д. / 42.96000° пн. ш. 94.44556° зх. д. (42.959941, -94.445676).  За даними Бюро перепису населення США в 2010 році місто мало площу 2,29 км², уся площа — суходіл.

## Демографія
Згідно з переписом 2010 року, у місті мешкало 785 осіб у 360 домогосподарствах у складі 213 родин. Густота населення становила 342 особи/км².  Було 396 помешкань (173/км²).
Расовий склад населення:
| - 99,1 % — білих - 0,1 % — корінних американців |

До двох чи більше рас належало 0,8 %. Частка іспаномовних становила 1,4 % від усіх жителів.
За віковим діапазоном населення розподілялося таким чином: 18,1 % — особи молодші 18 років, 49,7 % — особи у віці 18—64 років, 32,2 % — особи у віці 65 років та старші. Медіана віку мешканця становила 51,6 року. На 100 осіб жіночої статі у місті припадало 86,5 чоловіків;  на 100 жінок у віці від 18 років та старших — 84,8 чоловіків також старших 18 років.
Середній дохід на одне домашнє господарство  становив 52 973 долари США (медіана — 44 766), а середній дохід на одну сім'ю — 60 618 доларів (медіана — 55 000). Медіана доходів становила 38 984 долари для чоловіків та 25 795 доларів для жінок. За межею бідності перебувало 11,5 % осіб, у тому числі 27,8 % дітей у віці до 18 років та 5,4 % осіб у віці 65 років та старших.
Цивільне працевлаштоване населення становило 444 особи. Основні галузі зайнятості: роздрібна торгівля — 20,5 %, виробництво — 14,2 %, освіта, охорона здоров'я та соціальна допомога — 12,4 %.